# 科佩尔
科佩尔（译为卡波迪斯特里亚），是斯洛文尼亚科佩爾城市市鎮的城市及其行政中心，位于斯洛文尼亚西南部与意大利的边境地区，亚得里亚海北端，是斯洛文尼亚全国唯一的商业港口。斯洛文尼亚语和意大利语同为该市官方语言。

## 名称
科佩尔在古代意大利语名称是Capo d'Istria，其他欧洲语言的名字都是来源于它的变体，比如说克罗地亚语的Kopar，塞尔维亚语的Копар（Kopar），德语的Gafers等。斯拉夫人在7世纪以后定居此地，并称呼其“Koper”，当时还没有相应的文字，只是口头相传。直到印刷术发明之后的1557年，才出现了第一次证实的拼写“Copper”。

## 历史
科佩尔起源于亚得里亚海北部科佩尔湾东南部的一个岛上面建立的定居点，这个定居点被罗马人称为Insula Caprea（山羊岛）或者Capro，随后发展成为Aegida，其拉丁语名称Capris更为流行，今日Koper一词便是Capris的变音。罗马作家老普林尼的作品《博物志》（又译《自然史》）中提到过这个地方。568年，附近罗马帝国城市特尔盖斯特（Tergeste，即现在的的里雅斯特）的大量市民为躲避伦巴德人入侵而逃来该市，使得该市开始繁荣。当时，该市处于东罗马帝国治下，其名字也为纪念查士丁尼二世而改为“查士丁诺波尔（Justinopolis）”。不久以后，该地被并入伦巴底王国，后又随着伦巴底被兼并入法兰克王国。8世纪的时候阿瓦尔人也短暂占领过此地。
从8世纪（有可能早至6世纪）开始，科佩尔是教区所在地。其中著名的主教是信义宗教徒皮尔·保罗·维尔杰里奥。1828年，科佩尔教区并入的里雅斯特教区。
932年，科佩尔开始与威尼斯建立起稳定的贸易关系。虽然如此，当威尼斯和神圣罗马帝国发生冲突时，科佩尔却站在帝国一边。因此，康拉德二世于1035年授予科佩尔自治市镇的地位。但是，1232年，科佩尔被划入了阿奎莱亚大主教区，1278年随之并入威尼斯共和国，被更名为“Caput Histriae”，意为“伊斯特拉之首”，今日Capodistria一词便来自于此。与此同时，城楼和城墙被部分拆除。1420年，阿奎莱亚的族长将伊斯特拉的剩余财产全部割让给共和国，因此进一步巩固了威尼斯在科佩尔的权力。
16世纪的时候因为瘟疫的流行，科佩尔的人口急剧下降。1719年，的里雅斯特成为自由港导致科佩尔失去了对贸易的垄断地位，因此重要性进一步下降。
1900年的人口普查显示，城内有7205名意大利人，391名斯洛文尼亚人，167名克罗地亚人和67名德国人。一战之后，奥匈帝国解体，科佩尔被割让给意大利。二战之后，科佩尔作为第里雅斯特自由區的B区一部分，1954年被正式并入南斯拉夫，其意大利裔居民多半迁走。1977年，科佩尔教区从的里雅斯特教区独立出来。
1991年，随着斯洛文尼亚的独立，科佩尔成为其唯一的商业港口。普利莫斯卡大学坐落于此。

## 气候
科佩尔属于副热带湿润气候，因此即便在最干旱的月份（7月），也会有足够的降雨出现。科佩尔的年均气温是14.4℃，年均降雨是1056毫米（44英寸）。
| 科佩尔气候信息                                   | 科佩尔气候信息 | 科佩尔气候信息 | 科佩尔气候信息 | 科佩尔气候信息 | 科佩尔气候信息 | 科佩尔气候信息 | 科佩尔气候信息 | 科佩尔气候信息 | 科佩尔气候信息 | 科佩尔气候信息 | 科佩尔气候信息 | 科佩尔气候信息 | 科佩尔气候信息 |
| 月份                                             | 1月            | 2月            | 3月            | 4月            | 5月            | 6月            | 7月            | 8月            | 9月            | 10月           | 11月           | 12月           | 全年           |
| ------------------------------------------------ | -------------- | -------------- | -------------- | -------------- | -------------- | -------------- | -------------- | -------------- | -------------- | -------------- | -------------- | -------------- | -------------- |
| 平均高温 °C（°F）                                | 7.8 (46.0)     | 9.2 (48.6)     | 12.6 (54.7)    | 16.7 (62.1)    | 21.5 (70.7)    | 25.0 (77.0)    | 27.5 (81.5)    | 27.1 (80.8)    | 23.4 (74.1)    | 18.6 (65.5)    | 13.1 (55.6)    | 9.4 (48.9)     | 17.7 (63.9)    |
| 日均气温 °C（°F）                                | 5.6 (42.1)     | 6.5 (43.7)     | 9.3 (48.7)     | 12.9 (55.2)    | 17.4 (63.3)    | 21.1 (70.0)    | 23.5 (74.3)    | 23.3 (73.9)    | 19.9 (67.8)    | 15.5 (59.9)    | 10.4 (50.7)    | 7.1 (44.8)     | 14.4 (57.9)    |
| 平均低温 °C（°F）                                | 3.5 (38.3)     | 3.9 (39.0)     | 6.0 (42.8)     | 9.2 (48.6)     | 13.4 (56.1)    | 17.2 (63.0)    | 19.6 (67.3)    | 19.5 (67.1)    | 16.4 (61.5)    | 12.4 (54.3)    | 7.7 (45.9)     | 4.8 (40.6)     | 11.1 (52.0)    |
| 平均降水量 mm（）                                | 75 (3.0)       | 70 (2.8)       | 72 (2.8)       | 89 (3.5)       | 82 (3.2)       | 92 (3.6)       | 69 (2.7)       | 93 (3.7)       | 111 (4.4)      | 98 (3.9)       | 117 (4.6)      | 88 (3.5)       | 1,056 (41.6)   |
| 来源：http://en.climate-data.org/location/59382/ |                |                |                |                |                |                |                |                |                |                |                |                |                |

## 人口与语言
科佩尔原来是一座意大利语占主导地位的城市，1900年的时候有92%的人口使用意大利语，但是伴随着1954年科佩尔并入南斯拉夫之后，很多意大利人离开了这座城市，导致意大利语使用率直线下降。目前在科佩尔斯洛文尼亚语占据绝对的主导地位，而意大利语和克罗地亚语都是作为第二语言或者第三语言使用。
根据SURS（斯洛文尼亚统计办公室）的数据，2002年的时候斯洛文尼亚语的使用率为74.1%，其次是克罗地亚语（8.0%），塞尔维亚-克罗地亚语（4.0%），波斯尼亚语（2.8%），塞尔维亚语（2.7%）和意大利语（2.2%）。截止2016年年底，科佩尔有9.7%的外籍人口。

## 政治
科佩尔的市长是阿莱什·布尔让（Aleš Bržan），2018年就任，他一共任命了5名副市长。

## 景点

### 城市建筑
科佩尔最著名的建筑包括执政官宫殿，建立于15世纪，是由13世纪兴建的两座相连的老房子改建而成，而且之后也经历了多次重建，现在是形成了威尼斯哥特式建筑风格。今天，科佩尔市旅游局坐落于此。
另外一座建筑是圣母升天大教堂（Stolna cerkev Marijinega vnebovzetja），兴建于12世纪下半叶，它拥有斯洛文尼亚最古老的教堂钟。由威尼斯的贾科莫大师的两个儿子铸造。通过上层的露台可以欣赏到的里雅斯特湾的美景。露台中央悬挂着1516年维托雷·卡帕齐奥创作的神圣对话（Sacra conversazione）。

### 港口
科佩尔港最早建立于罗马帝国时期，在该地区的发展中发挥了重要作用，这是该地区最大的航线起锚地之一，也是亚洲通往中欧的货物最重要的中转站之一。跟港务局管理的其他欧洲港口不同，科佩尔港的活动还包括自由区的管理、港区的管理和码头运营商的管理。

## 姐妹城市
- 加拿大圣约翰
- 中国九江
- 布泽特
- 希腊克基拉
- 義大利费拉拉
- 義大利穆贾
- 義大利圣多尔利戈德拉瓦莱
- 俄羅斯薩馬拉
- 斯洛伐克日利纳